# Isola di Stolička
L'isola di Stolička, o Stoliczka, (in russo Остров Столичка, ostrov Stolička) è una piccola isola russa nell'Oceano Artico che fa parte della Terra di Zichy nell'arcipelago della Terra di Francesco Giuseppe.
L'isola è stata così denominata dalla spedizione austro-ungarica al polo nord in onore del paleontologo moravo Ferdinand Stoliczka (1838-1874).

## Geografia
L'isola di Stolička si trova nella parte centrale del gruppo delle isole di Zichy; è situata a est dell'isola di Payer, a 2,5 km da capo Ostryj Nos. A 1,3 km verso est si trova la piccola isola di Apollo. Il punto più alto dell'isola è di 81 m.
L'isola è sede di una popolosa colonia di trichechi.